# Dragó de bec de la conca de l'Eyre
El dragó de bec de la conca de l'Eyre (Rhynchoedura eyrensis) és un dragó endèmic d'Austràlia de la família Diplodactylidae. Es troba a parts d'Austràlia Meridional, Queensland i el Territori del Nord i Nova Gal·les del Sud.
L'etimologia de l'espècie eyrensis fa referència a l'àrea de distribució d'aquesta espècie a través de la conca del llac Eyre al centre/sud d'Austràlia.
Les espècies de Rhynchoedura estan molt esteses i ocupen una gran varietat de boscos secs, arbustos, pastures i ambients desèrtics. No es considera que estiguin en risc d'extinció segons la Llista Vermella de la UICN.

## Taxonomia
El 1867, quan Albert Günther va anomenar de dragó de bec occidental, el gènere Rhynchoedura es va considerar un tàxon monotípic. El 1985, es va descriure una segona espècie (el dragó de bec oriental) i el 2011, Pepper, Doughty, Hutchinson i Keogh van realitzar exàmens i revisions exhaustives, fent mostres de la població a tota Austràlia. Van trobar una diversitat genètica prèviament ignorada en el gènere i van nomenar quatre noves espècies críptiques, inclosa la de la conca de l'Eyre.
A causa de la morfologia de "bec" molt derivada, tots els exemplars de Rhynchoedura es van assignar a l'espècie Rhynchoedura ornata sense esmentar la variació morfològica en publicacions científiques o guies de camp basades en l'examen d'exemplars.
Hi ha un total de sis espècies conegudes dins d'aquest gènere, comunament conegudes com a dragons de bec. Hi ha algunes diferències notables en la morfologia entre les espècies, especialment les diferències consistents en la mida, però també les diferències qualitatives en les escates i la coloració.

## Descripció

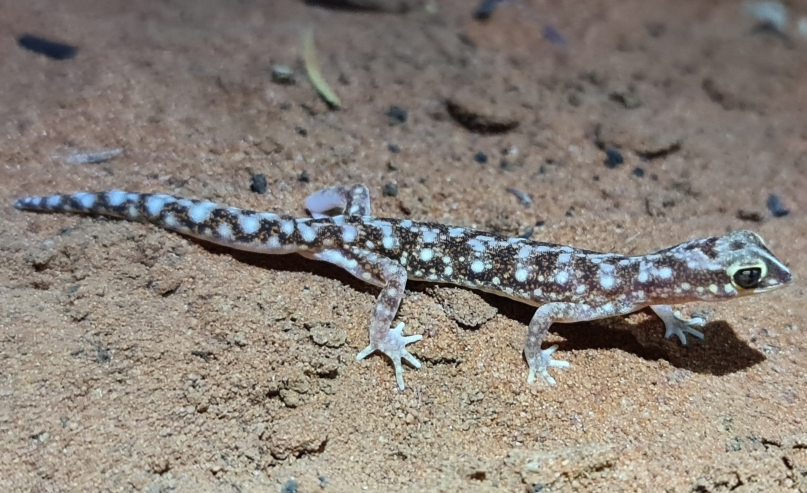
Un dragó de bec de la conca de l'Eyre

És un dragó petit i lleuger amb una cua llarga i esvelta. Arriba a créixer fins als 51 mm de llarg des del musell fins a la cloaca i és semblant en aparença al dragó de bec occidental, però té una mida corporal més petita i tendeix a tenir braços i cames més curts en comparació amb el seu cos. Té un cap estret i punxegut i a la punta del musell les escates rostral (superior) i mental (inferior) s'amplien i formen una estructura semblant a un bec.
El seu patró dorsal és típicament de color marró vermellós a vermell a la part superior, tacat de marró més fosc i amb una zona vertebral pàl·lida difusa amb vores ondulades i és molt variable. El cap és més pàl·lid amb taques tènues pàl·lides, una franja cantal fosca poc definida, els ulls amb vora groc i una franja blanca o crema al llarg dels labials superiors fins a sota de l'ull. La cua també és d'un marró vermellós amb dues fileres de taques al llarg de la superfície superior que són aproximadament contínues amb les del cos.
Es pot distingir de la majoria de les altres espècies del gènere Rhynchoedura per la combinació de dos porus preanals; un sol esperó cloacal (tubercle postanal) a cada costat; barbeta amb un cúmul de cinc escates engrandides, mental, primer infralabial i postmental; un solc rostral fort; i distribució de l'espècie.

## Hàbitat

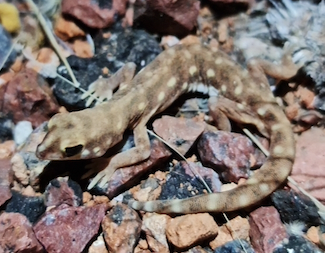
Un dragó de bec de la conca de l'Eyre entre les roques a Austràlia Meridional

És un dragó terrestre, nocturn i se'l sol trobar en caus abandonats d'insectes i aranyes. Habiten una varietat de tipus de sòls dins de la zona àrida oriental, incloses les planes inundables i els arbustos en sòls i terrenys desèrtics sorrencs i pedregosos.
La seva naturalesa nocturna, els seus grans ulls i la seva pell suau, són algunes de les habilitats que ha desenvolupat el dragó per sobreviure en el seu medi. Fa ús de les propietats aïllants de la sorra, on les condicions humides estables persisteixen just sota la superfície i la majoria s'han apoderat dels eixos verticals dels forats d'insectes i aranyes per suportar els dies abrasadors.